# Brug 863

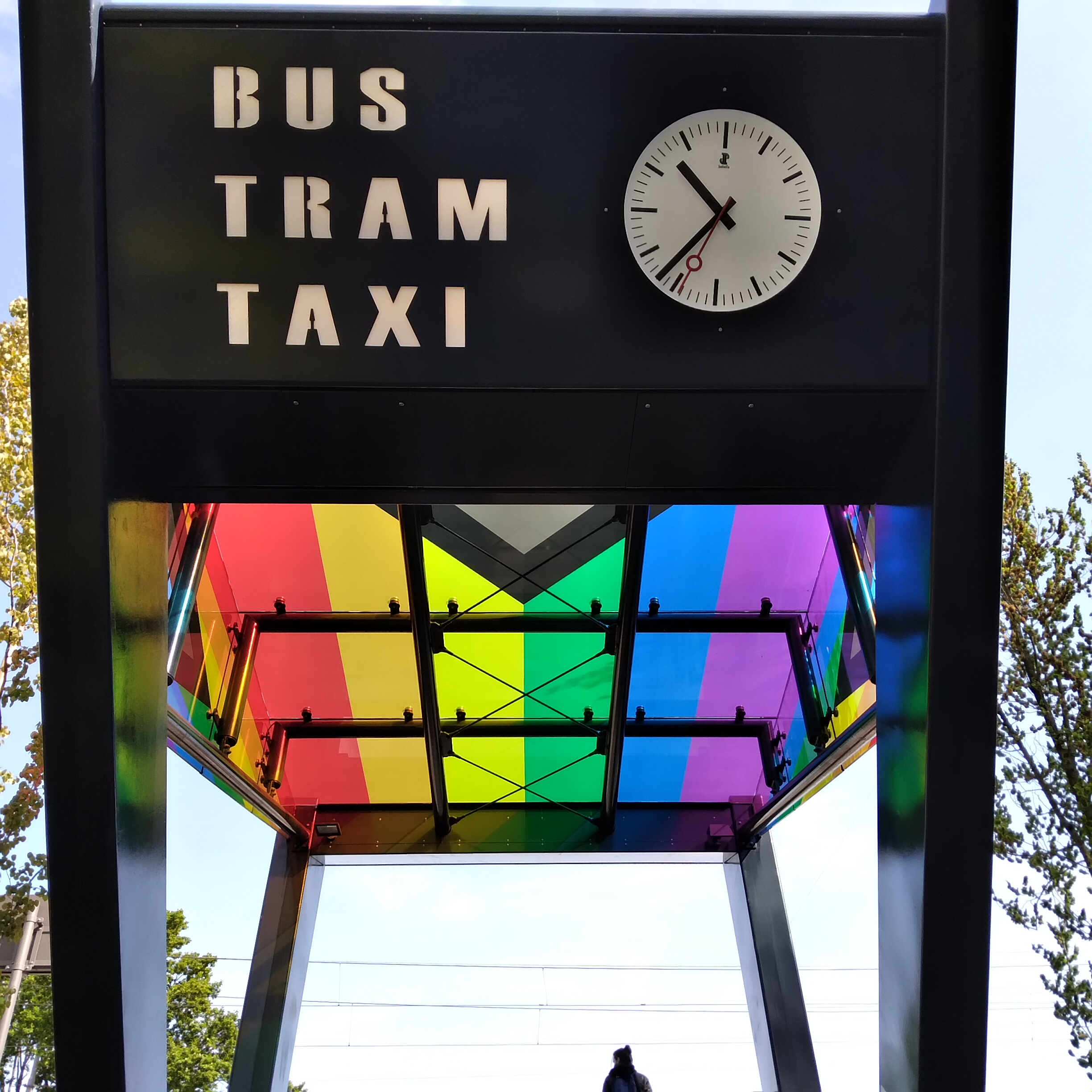
Regenboogkleuren nabij trap (mei 2021)

Brug 863 is een kunstwerk in Amsterdam-Zuid, buurt Zuidas Noord.

## Viaduct
De gemeente Amsterdam legde rond 1972 de Strawinskylaan aan, een parallelweg van de Rijksweg 10 hier. In de tijd dat het viaduct gebouwd werd, moest hier een uitsparing komen voor de Minervalaan, die nog een stukje zuidwaarts zou doorlopen tot aan het talud van de ringweg. Op de bestektekening van december 1976 staat nog getekend dat de Minervalaan onder brug 863 zou voeren tot het toekomstige Station Minervalaan, dat uiteindelijk in 1978 geopend werd als Station Amsterdam Zuid. Tussen het viaduct en het station werd een tweetal afritten aangelegd voor bussen en trams die het laaggelegen stationsplein via de Strawinskylaan aandeden.
De brug werd gebouwd naar een ontwerp van Dirk Sterenberg van of bij de Dienst der Publieke Werken van april 1976. Er kwam een viaduct voor door een middenberm gescheiden rijstroken; in de middenberm kwamen de bussen en trams te rijden. De brug meet 37,9 bij 27,6 meter.  Sterenberg koos voor niet aaneengesloten brugpijlers. Hij koos voor twee pijlerreeksen van vijf stuks om het viaduct te dragen boven een geheel in beton uitgevoerde paalfundering. De brug werd tegelijkertijd gebouwd met brug 864 en brug 866 beide ook in de Strawinskylaan gelegen, maar veel eenvoudiger in de opzet. In oktober 1978 werden de drie bruggen opgeleverd. Omdat de Strawinskylaan de Minervalaan onderbrak koos de gemeente voor het plein tussen het viaduct en het station een andere naam: Zuidplein.
Door steeds wijzigingen door te voeren in de verkeersstromen wijzigde hier die situatie constant. Als iets opgeleverd was, waren er weer nieuwe plannen, mede als gevolg van de snelle groei van het aantal reizigers voor het eerst bescheiden uitgevoerde Station Amsterdam Zuid. (Snel-)tramroutes werden keer op keer gewijzigd etc. (het busstation verdween voor een tijd). In de 21e eeuw is dat niet anders, Amsterdam is dan in de omgeving bezig met de uitvoer van het plan Zuidas en Zuidasdok. Ook Station Zuid wordt daarin verplaatst en (opnieuw) vergroot met wederom een spoorverdubbeling. In het kader daarvan werd rond 2016 een grote renovatie van de laan en viaduct gehouden. De trappen aan de flanken van de brug kregen ondersteuning van een trap met kap, die een centrale aansluiting met het bovendek heeft. Er werd ruimte geschapen onder het viaduct voor meer reizigers, vanaf het begin had het viaduct gediend als een soort overdekte fietsenstalling. Fietsen moesten vervolgens gestald worden in een ondergrondse fietsenstalling.

## Kunst
Ter verfraaiing van de landhoofden liet Sterenberg beide uitvoeren met betonreliëfs. De beide wanden zijn hierin een spiegelbeeld van elkaar. Het motief van de betonreliëfs werd bij de renovatie doorgevoerd in de leuningen op het viaduct en van de trappen naar het busplateau. 
In 2019 kreeg het viaduct opnieuw een kunstwerk in zich. De Zwitserse kunstenaar Daniel Göttin voorzag (in samenwerking met collega Gerda Mais) de pijlers van witte verf, waarbij de ribben rood werden geschilderd (red frames). Het maakt dan deel uit van de kunstroute ArtZuid 2019, het dient als bewegwijzering in de route tussen de Minervalaan en het Gustav Mahlerplein, die hier door de bouwkundige kunstwerken obstakels kent. Het sluit artistiek aan bij een kunstwerk van Gerda Mais, bestaande uit rode linten aan een bomenhaag op het Museumplein aan het begin van de route met hetzelfde doel (red circles). 
In 2021 werd de trap naar het platform opgesierd door de regenboogvlag. Het is een ontwerp van architecte Marianne van Lochem.

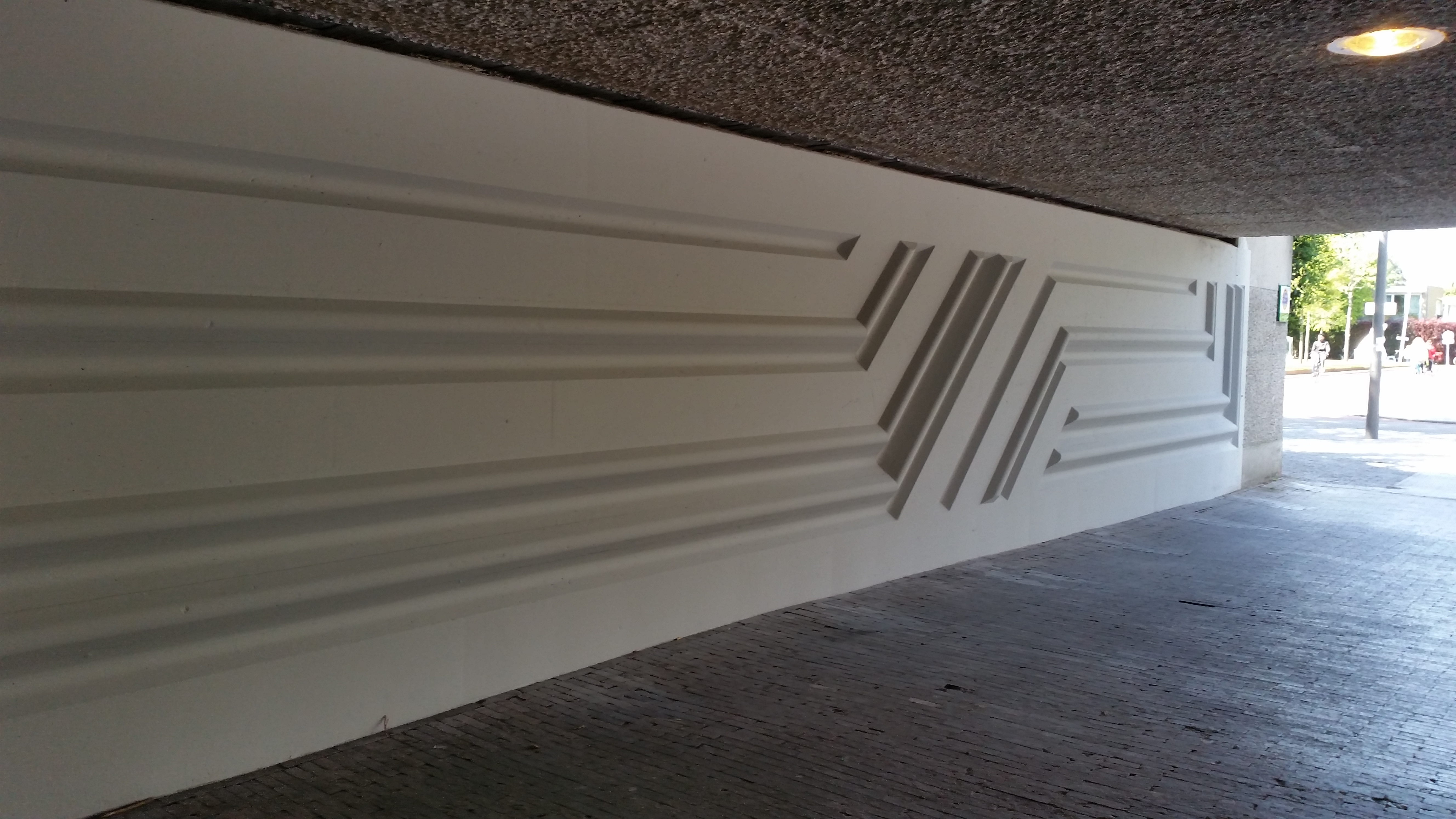
Betonreliëfs (mei 2019)

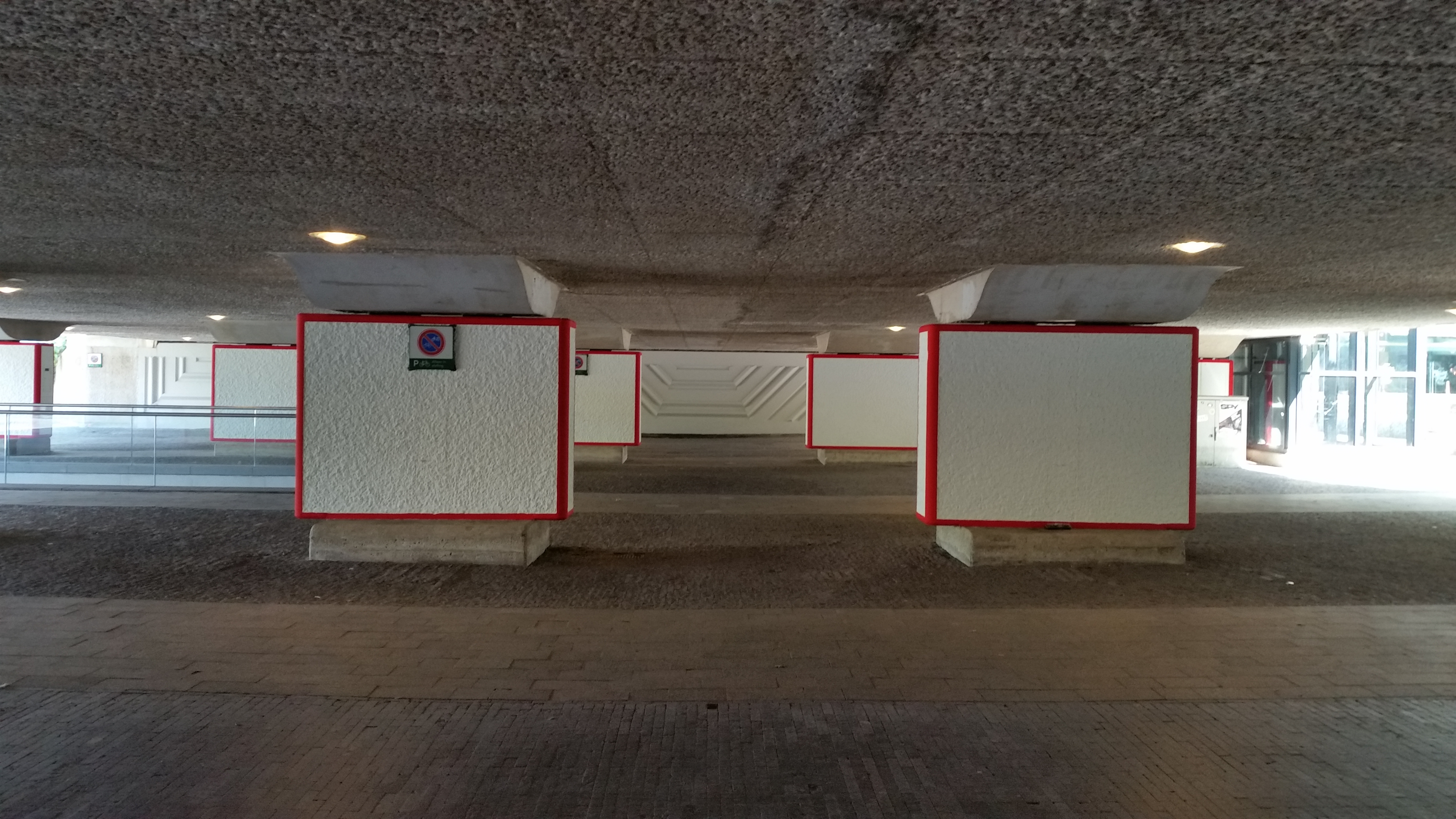
Kunstwerk van Daniel Göttin (rode ribben in mei 2019)

<<< · 801 · 802 · 803 · 804 · 805 · 808 · 811 · 812 · 813 · 814 · 815 · 816 · 817 · 818 · 819 · 820 · 821 · 822 · 823 · 824 · 825 · 826 · 827 · 828 · 829 · 830 · 831 · 832 · 833 · 834 · 835 · 836 · 837 · 838 · 839 · 840 · 841 · 842 · 844 · 845 · 846 · 848 · 849 · 850 ·  854 · 856 · 857 · 858 · 859 · 860 · 863 · 864 · 865 · 866 · 867 · 868 · 869 · 870 · 871 · 872 · 873 · 875 · 876 · 877 · 889 · 890 · 891 · 892 · 893 · 895 · 896 · 897 · 898 · 899 · >>>
Brugnummers 800, 806, 807, 809, 810, 843 (gesloopt, Uilenstede, Amstelveen), 847 (Uilenstede, Amstelveen) , 851 (gesloopt, Dirk Sterenberg), 852 (gesloopt, Dirk Sterenberg), 853 (gesloopt, Dirk Sterenberg), 855, 861, 862, 874, 878, 879, 880, 881, 882, 883, 884, 885, 886, 887, 888, 894 zijn niet (meer) vergeven.